# Segunda Cruzada
A Segunda Cruzada foi uma expedição bélica dos cristãos do ocidente, proclamada pelo Papa Eugênio III aos cristãos do Levante em resposta à conquista de Edessa pelo governador muçulmano Zengui em 1144. Pregada pelo carismático São Bernardo de Claraval, ocorreu entre 1147 e 1149 e foi a primeira cruzada liderada por monarcas europeus: Luís VII de França, Leonor da Aquitânia e Conrado III da Germânia.
Muitos autores consideram-na fracassada, pois os cruzados não reconquistaram Edessa nem nenhuma outra praça, e deixaram o Reino de Jerusalém em uma posição política mais fraca na região; ao atacar a cidade-estado independente de Damasco (que pontualmente se aliava aos ocidentais contra outros líderes muçulmanos mais poderosos), ajudaram a unificação do mundo islâmico do Levante sob o apelo à jiade. Isto acabaria por trazer enorme poder a líderes como Noradine e Saladino, culminando com a conquista de Jerusalém por este último. O único sucesso cristão da Segunda Cruzada foi como parte da Reconquista da Península Ibérica, com a participação de uma frota na conquista de Lisboa em 1147, sob a solicitação de D. Afonso Henriques, o primeiro rei de Portugal.

## Conquista de Edessa
Durante a Primeira Cruzada, os nobres peregrinos europeus criaram estados cristãos no Levante, forjados em terras conquistadas aos povos que dominavam estas regiões: turcos seljúcidas e danismêndidas, arménios, egípcios do Califado Fatímida do Cairo e cidades-estado muçulmanas.
Desses estados cruzados, o Condado de Edessa era o que ficava mais a norte, o único que não possuía região costeira no mar Mediterrâneo, e também o mais fraco e menos populoso; como tal, era menos defensável e estava sujeito a ataques frequentes dos estados muçulmanos circundantes, governados por dinastias ortóquidas, danismêndidas e seljúcidas.
Em 1104, o conde Balduíno II de Edessa e seu futuro sucessor Joscelino de Courtenay foram aprisionados após a sua derrota na batalha de Harã, deixando o condado na regência de um rival de Balduíno, Tancredo da Galileia. Depois de libertados em 1108, Balduíno e Joscelino voltariam a ser capturados em 1122, e apesar de o poder de Edessa recuperar um pouco após a vitória na batalha de Azaz em 1125, Joscelino morreria em campanha em 1131.
O seu sucessor Joscelino II foi forçado a aceitar uma aliança com o Império Bizantino, mas em 1143 tanto o imperador João II Comneno como o rei Fulque de Jerusalém morreram. Uma vez que Joscelino tinha entrado em conflito com o conde Raimundo II de Trípoli e o príncipe Raimundo de Antioquia, Edessa ficou sem aliados poderosos na região.
Em 1128, o atabegue seljúcida Zengui de Moçul conseguira assumir também o governo de Alepo, uma cidade fulcral para o domínio da Síria e por muito tempo disputada entre os governantes de Moçul e Damasco. Nas décadas seguintes, Zengui e os reis latinos de Jerusalém centraram muita da sua atenção em Damasco. Em 1129 Balduíno II foi derrotado pelas forças damascenas aliadas a Zengui, mas quando este último tentou tomar a cidade em 1139 e 1140, foi o rei Fulque de Jerusalém quem se aliou a Damasco, em uma acção de diplomacia conduzida do lado muçulmano pelo cronista Usama ibne Munquide.
No final do ano de 1144, Joscelino II de Edessa aliou-se aos ortóquidas para atacar Alepo. Aproveitando a morte de Fulque no ano anterior, e agora a saída do exército da cidade, Zengui cercou Edessa, que tomaria em cerca de um mês, a 24 de dezembro. O reino de Jerusalém ainda enviou um exército para ajudar a cidade a resistir, mas este chegou demasiado tarde.
Joscelino II continuou a governar o que restava do seu condado a partir de Turbessel, mas o território acabaria por ser tomado pelos muçulmanos, e posteriormente vendido ao Império Bizantino. Aclamado pelo mundo islâmico como defensor da fé e rei vitorioso, Zengui não pôde continuar as suas conquistas aos cristãos devido a conflitos com outros líderes muçulmanos, e seria assassinado por um escravo em 14 de setembro de 1146, sendo sucedido em Alepo pelo seu filho Noradine. Com Zengui morto, Joscelino II ainda tentou reconquistar Edessa, mas Noradine derrotou-o em uma batalha no mês de novembro.

## Proclamação e pregação da cruzada
A notícia da queda de Edessa chegou à Europa Ocidental em 1145, trazida primeiro por peregrinos e depois por missões diplomáticas do Principado de Antioquia, do Reino de Jerusalém e do Reino Arménio da Cilícia. O bispo Hugo de Jabala (actual Jableh) que relatou o caso ao papa também falou de um rei cristão que poderia trazer auxílio aos estados cruzados, na primeira menção documentada ao reino do Preste João. Em resposta, o Eugênio III emitiu a bula pontifícia Quantum praedecessores (O quanto fizeram os nossos predecessores, numa tradução livre para o português) a 1 de dezembro, proclamando a Segunda Cruzada e concedendo as mesmas indulgências que o papa Urbano II criara para a Primeira Cruzada.

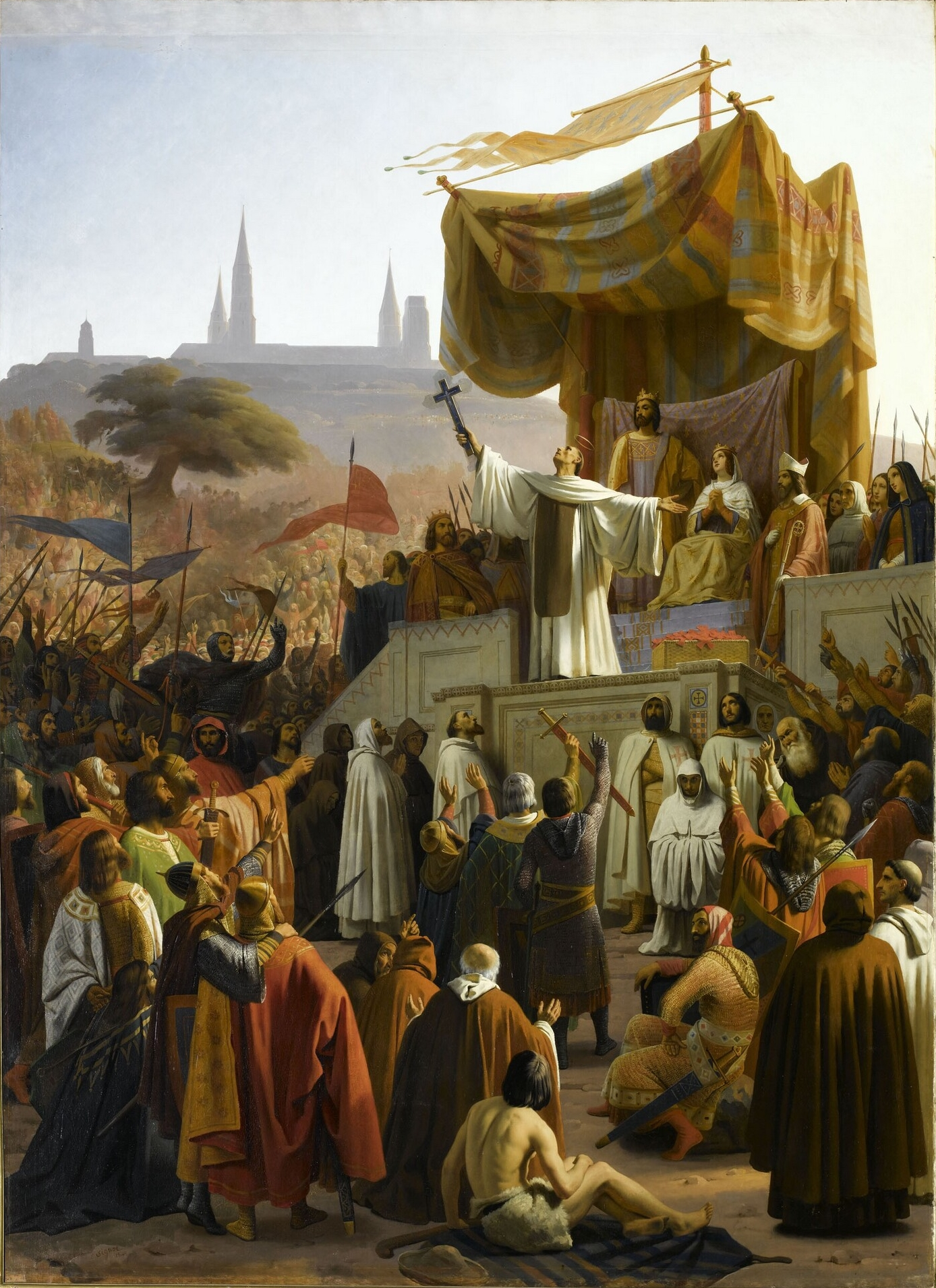
São Bernardo de Claraval prega a Segunda Cruzada em Vézelay

A resposta inicial ao novo apelo de cruzada foi fraca, apesar de Luís VII de França, por iniciativa própria, já ter considerado montar uma expedição, independentemente da posição do papado, anunciada na sua corte em Bourges no Natal de 1145. Não há a certeza de Luís VII ter planeado uma cruzada ou simplesmente uma peregrinação, uma vez que o seu objectivo era cumprir um voto feito pelo seu irmão Filipe de visitar a Terra Santa, mas que não se concretizou pela morte prematura deste. É provável que o rei da França tenha feito a sua decisão independentemente da emissão da Quantum praedecessores.
Vários nobres e o abade Suger de Saint-Denis, principal conselheiro do rei, não concordaram com a participação pessoal de Luís VII na cruzada, o que deixaria o reino com o soberano ausente durante vários anos. Depois de consultar Bernardo de Claraval, Luís comunicou com o papa, que reemitiu a bula da cruzada a 1 de março de 1146, solicitando a São Bernardo a pregação da expedição na França.
A 31 de março da Páscoa de 1146, o abade de Claraval pregou a cruzada em Vézelay, com Luís VII de França, a sua esposa Leonor da Aquitânia e os restantes príncipes e senhores a prostrarem-se aos seus pés para receber a cruz de peregrinação. Também o papa Eugénio III acabaria por vir pessoalmente à França para apelar à cruzada. No Sacro Império Romano-Germânico, a popularidade da cruzada aumentava ao mesmo tempo que surgiam relatos de milagres realizados por Bernardo de Claraval. Em Espira, Conrado III da Germânia e o seu sobrinho e herdeiro Frederico Barba Ruiva receberam a cruz das mãos do pregador.
Tal como na Primeira Cruzada, o zelo religioso levou a casos de violência antissemítica. Um monge francês chamado Rudolfo terá inspirado massacres de judeus na Renânia, Colónia, Mogúncia, Worms e Espira, com o argumento de que não estavam a contribuir monetariamente para a salvação da Terra Santa. Tal como os arcebispos de Colónia e Mogúncia, Bernardo de Claraval opôs-se veementemente a estes ataques, viajando da Flandres à Germânia para aquietar a turba e silenciar Rudolfo em Mogúncia, ordenando que se recolhesse ao seu mosteiro.

## Cruzada contra os eslavos
No sul do Sacro Império Romano-Germânico, muitos atenderam ao chamado de cruzada para a Terra Santa, mas os saxões do norte informaram Bernardo de Claraval do seu desejo de uma campanha contra os pagãos eslavos em um Reichstag em Francoforte a 13 de março de 1147. Concordando com a ação, a 13 de abril o Eugénio III emitiu a bula pontifícia Divina dispensatione, que declarava não haver diferença entre as recompensas espirituais para os participantes de qualquer cruzada.

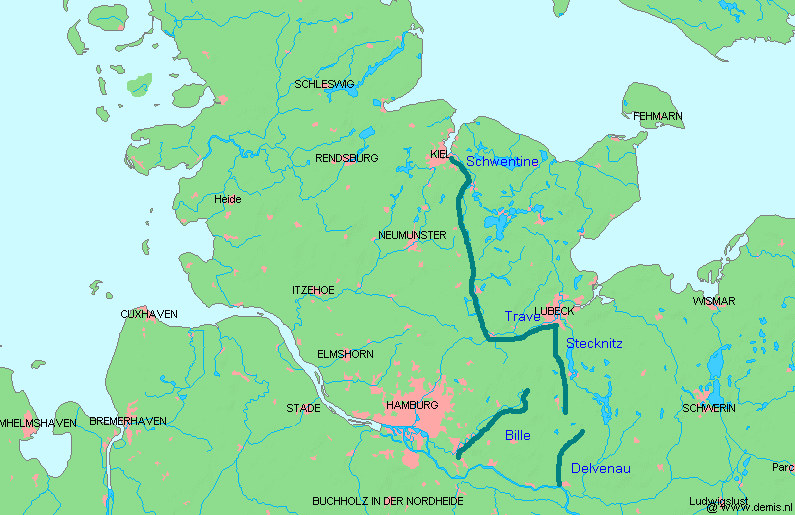
Fronteira da Saxônia, a fronteira entre os saxões e os eslavos

Na cruzada contra os eslavos participaram principalmente dinamarqueses, saxões, polacos e alguns boémios. O legado papal Anselmo de Havelberg dirigiu a campanha liderada por famílias saxónicas das casas nobres de Ascânia, Wettin e Schaumburgo.
Tendo notícias destas intenções, os eslavos obotritas invadiram a península de Vágria (no leste da Holsácia) em junho de 1147, mas no fim do verão a expedição cruzada expulsou-os dos territórios cristãos. Depois, as forças de Canuto V e Sueno III da Dinamarca, do arcebispo Adalberto II de Brema e do duque Henrique, o Leão da Saxónia, atacaram o forte abrodita de Dobin am See, só retirando quando os guerreiros eslavos concordaram em se submeter ao baptismo.
Finalmente, após o fracasso em um cerco ao forte veleto de Demmin, um contingente de cruzados foi convencido pelos marqueses a atacar a região cristã da Pomerânia. Mas ao chegar a Estetino, dispersaram perante o bispo e o príncipe da região.
Segundo Bernardo de Claraval, o objetivo desta cruzada era combater os eslavos pagãos até que, com a ajuda de Deus, sejam convertidos ou erradicados. No entanto, a maioria dos eslavos não foi convertida, apenas se declararam como tal em Dobin e voltaram às suas práticas religiosas originais após a saída dos exércitos cristãos. Segundo o bispo Alberto da Pomerânia, Se pretendiam fortalecer a fé cristã... deveriam fazê-lo pregando, não pelas armas.
No final da cruzada, grande parte da população eslava de Mecklemburgo e da Pomerânia estava morta, especialmente pelas forças de Henrique o Leão. Juntamente com as pilhagens a que foram sujeitos e a perda dos seus recursos de produção, este facto facilitaria outras vitórias cristãs nas décadas futuras.

## Reconquista de Lisboa
Na Primavera de 1147, o Papa Eugênio III autorizou a expansão da Segunda Cruzada à Península Ibérica no contexto da Reconquista, equiparando as campanhas contra os mouros à restante cruzada. Em 19 de maio, contingentes de cruzados constituídos por flamengos, normandos, ingleses, escoceses e alguns germânicos zarparam de Dartmouth com destino à Terra Santa.

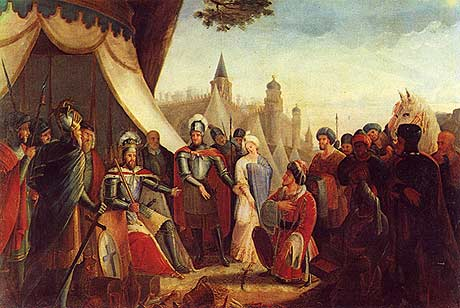
O Cerco de Lisboa por D. Afonso Henriques
Pintura a óleo de Joaquim Rodrigues Braga, 1840)

Devido ao mau tempo, a 16 de junho a armada foi forçada a parar na cidade do Porto, onde foram convencidos pelo bispo Pedro II Pitões a se encontrarem com D. Afonso Henriques. Em troca da ajuda na conquista de Lisboa, o rei português concordou em oferecer aos cruzados a pilhagem da cidade e o dinheiro ganho com os resgates de prisioneiros muçulmanos.
O cerco de Lisboa teve início a 1 de julho e durou até 25 de outubro, quando os mouros, na iminência de um assalto cristão em duas frentes e enfraquecidos pelas escaramuças, fome e doenças, capitularam. Só no dia seguinte o soberano português entraria com as suas forças na cidade, nesse meio tempo violentamente saqueada pelos cruzados. Segundo o relato De expugnatione Lyxbonensi do inglês Osberno, seguir-se-iam fortes desentendimentos entre as tropas cruzadas e as portuguesas, por as primeiras acharem insuficientes o lucro e o tempo permitido do saque. Muitos cruzados acabariam por se estabelecer em diversas zonas de Portugal, como o bispo de Lisboa Gilberto de Hastings.
Ao mesmo tempo que decorria esse cerco, Afonso VII de Leão e Castela, em coligação com Raimundo Berengário IV de Barcelona e forças dos reinos de Aragão e Navarra, tomou Almeria, o primeiro porto mediterrânico do Reino de Castela. Com a ajuda de uma frota das repúblicas italianas de Génova e Pisa, a cidade foi ocupada em outubro. Depois desta conquista, Raimundo Berengário invadiu as taifas de Valência e Múrcia. Em dezembro de 1148 conquistaria Tortosa após um cerco de cinco meses, com a ajuda de cruzados franceses, anglo-normandos e genoveses. No ano seguinte tomaria Fraga, Lleida e Mequinenza.

## Travessia da Europa

### Conrado III da Germânia

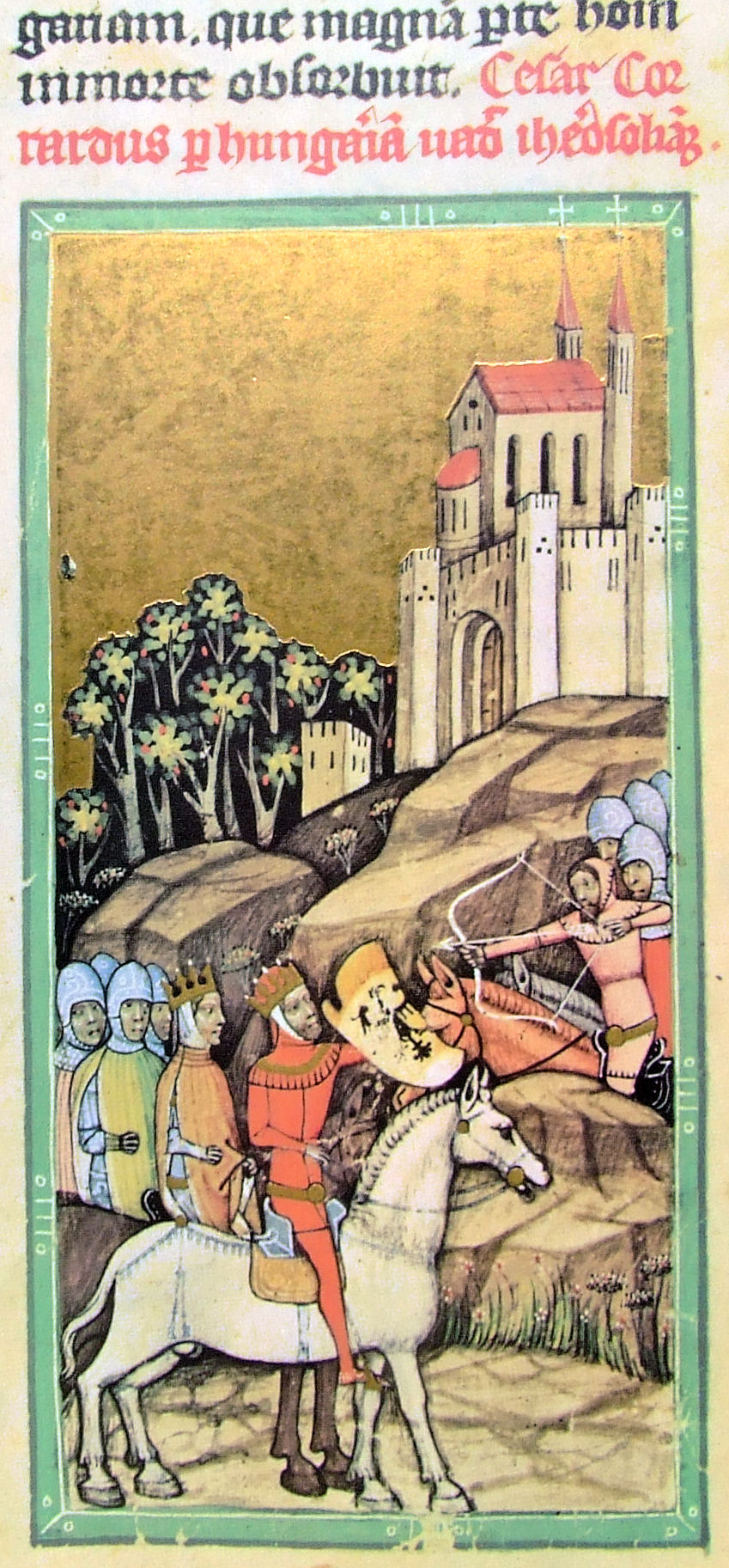
Iluminura da passagem do exército cruzado de pela Hungria

No Sacro Império Romano-Germânico, Frederico, filho de  Conrado III da Germânia, foi eleito rei a 13 de março em Francoforte, sob a regência do arcebispo de Mogúncia durante a sua menoridade, apesar de cinco anos mais tarde o imperador acabar por designar o seu sobrinho Frederico Barba Ruiva para a sucessão. Os germânicos tinham planeado partir para a Terra Santa na Páscoa, mas só iniciariam a expedição em maio.
Conrado decidiu seguir uma rota terrestre que atravessava a Hungria e o Império Bizantino, uma vez que o percurso marítimo era inconveniente devido ao conflito que tinha com Rogério II da Sicília. Acompanhado do legado papal, o cardeal-bispo da diocese de Porto-Santa Rufina Theodwin da Suábia, tencionava reunir-se aos franceses em Constantinopla. O marquês Otocar III da Estíria juntou-se a Conrado em Viena. Geza II da Hungria, apesar de inimigo do imperador germânico, permitiu a passagem pacífica da cruzada.
Quando os cerca de 20 000 germânicos chegaram a terras bizantinas, temendo um ataque cruzado Manuel I Comneno enviou tropas para prevenir quaisquer problemas. De facto, ocorreu uma breve escaramuça com alguns cruzados nas proximidades de Filipópolis e em Adrianópolis (atual Edirne), onde o general bizantino Prosuco enfrentou Frederico Barba Ruiva. Para piorar a situação, alguns soldados germânicos morreram durante uma inundação no início de setembro, mas no dia 10 chegaram a Constantinopla.
Por esta altura, as relações com o imperador bizantino Manuel I Comneno estavam tão difíceis que os cruzados decidiram passar para a Ásia Menor o mais rapidamente possível. O bizantino pretendia que Conrado lhe cedesse algumas das suas tropas para o ajudar a defender-se contra ataques de Rogério II da Sicília, que pilhara cidades da Grécia, mas o germânico recusou, apesar de também ser inimigo do siciliano.
Na Anatólia, Conrado decidiu não esperar pelos franceses. Dividindo o seu exército em duas divisões e liderando uma delas, marchou sobre Icónio, a capital do Sultanato de Rum. A 25 de outubro de 1147 ocorreu a Segunda Batalha de Dorileia (a primeira tinha sido uma vitória dos ocidentais na Primeira Cruzada). Os turcos seljúcidas usaram a sua táctica preferida de simular uma retirada para atrair o inimigo, e depois voltaram para atacar a pequena força de cavalaria germânica que se separara do contingente principal para os perseguir.
Com o seu exército quase totalmente destruído na batalha, Conrado iniciou uma lenta retirada para Constantinopla, durante a qual os germânicos foram acossados diariamente pelos turcos, atacando a retaguarda e quem se afastava do contingente principal. O próprio imperador chegou a ser ferido em uma escaramuça. A outra divisão do exército, liderada pelo bispo e cronista Otão de Frisinga, meio-irmão de Conrado, marchou para a costa mediterrânica a sul para também ser dizimada no início de 1148.

### Luís VII de França

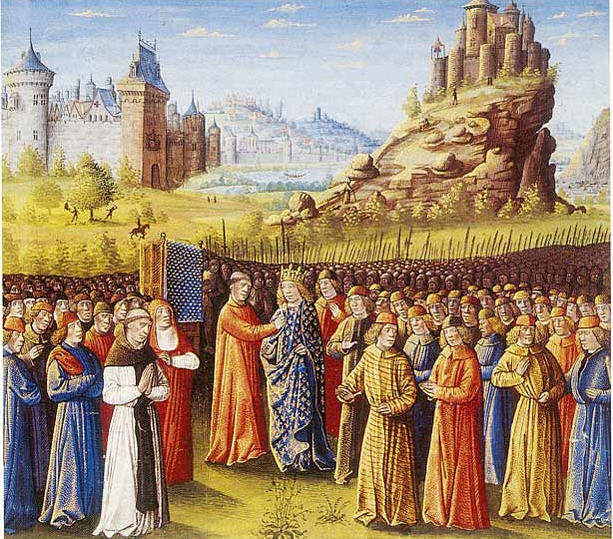
Luís VII de França recebe a cruz de São Bernardo de Claraval em Vézelay

Na França, o abade Suger de Saint-Denis e o conde Guilherme II de Nevers foram eleitos regentes durante a ausência do rei. A 16 de fevereiro de 1147, os cruzados encontraram-se em Étampes para discutir a rota a seguir. Muitos dos cavaleiros franceses pretendiam evitar a rota por terra que os forçaria a uma travessia do Império Bizantino, que tantos problemas tinha provocado durante a Primeira Cruzada. Mesmo assim foi decidido partir a 15 de junho para seguir este trajecto, o mesmo de Conrado III da Germânia. Esta decisão ofendeu a tal ponto o rei Rogério II da Sicília, inimigo do imperador germânico, que este acabou por se recusar a participar da cruzada.
Partindo de Metz em Junho, o contingente liderado por Luís VII de França incluía a sua esposa Leonor da Aquitânia e cavaleiros como Teodorico da Alsácia, Reinaldo I de Bar, Amadeu III de Saboia e o seu meio-irmão Guilherme V de Monferrato (pai do futuro rei de Jerusalém Conrado de Monferrato), Guilherme VII da Auvérnia, e exércitos da Lorena, Bretanha, Borgonha e Aquitânia. Os da Normandia e da Inglaterra juntaram-se a Luís em Worms. Afonso-Jordão de Toulouse liderou os provençais, preferindo aguardar até Agosto para fazer a travessia marítima.
A travessia da Europa foi relativamente pacífica. Houve no entanto alguma tensão com o rei Geza II da Hungria, por Luís VII ter permitido que Boris Kalamanos, pretendente ao trono húngaro e rebelado contra Geza, se juntasse à cruzada e entrasse na Hungria. Também ocorreram problemas em territórios bizantinos, onde o contingente da Lorena chegou antes do restante exército e entrou em conflito com um grupo de germânicos atrasados para se juntarem a Conrado III.

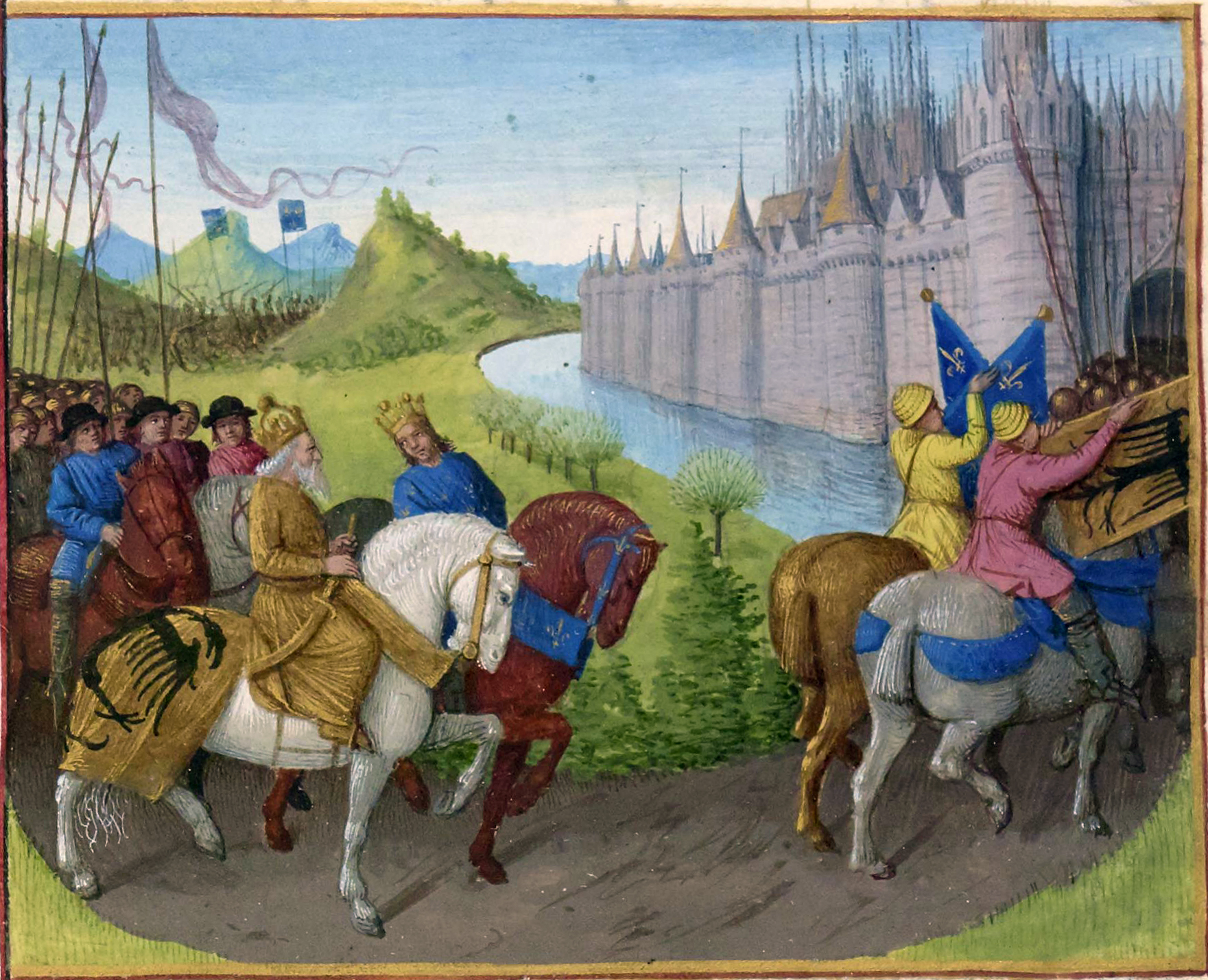
Luís VII de França e Conrado III de Hohenstaufen diante dos portões de Constantinopla

As relações de Manuel I Comneno com os franceses eram marginalmente melhores do que com os germânicos, e Luís VII foi recebido com grandiosidade em Constantinopla. No entanto, depois das negociações iniciais entre Luís e Manuel, o bizantino tinha assinado uma trégua com o Sultanato de Rum de modo a libertar as suas tropas para proteger o seu império da passagem dos exércitos ocidentais, que desde a Primeira Cruzada tinham representado alguma ameaça contra o Império Bizantino. Indignados com a trégua, parte dos cruzados da França pretendiam uma aliança com o Reino da Sicília para atacar Constantinopla, mas foram travados por Luís VII.
Quando os contingentes da Saboia, Auvérnia e Monferrato se juntaram aos restantes cruzados em Constantinopla, depois de percorrer a Itália e atravessar o mar Adriático de Brindisi para Dirráquio (atual Durrës, na Albânia) todo o exército da Segunda Cruzada foi transportado através do Bósforo à Ásia Menor.
Apesar de encorajado por rumores de que os germânicos tinham conquistado Icónio, Manuel I Comneno recusou-se a fornecer tropas bizantinas a Luís VII — o império tinha sido invadido por Rogério II da Sicília, pelo que havia necessidade de colocar o seu exército nos Bálcãs. Deste modo, os dois exércitos ocidentais da Segunda Cruzada entraram na Ásia sem uma força bizantina, ao contrário do que acontecera na Primeira Cruzada. No entanto, Manuel continuou a tradição do seu avô Aleixo I Comneno de solicitar um juramento aos cruzados para que se comprometessem a entregar ao império qualquer território que conquistassem.

## Travessia da Anatólia

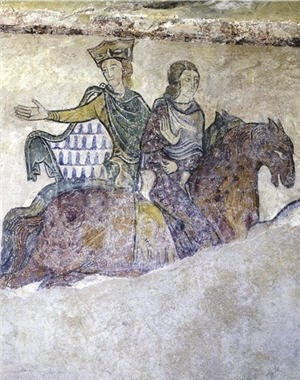
Leonor da Aquitânia a cavalo
Mural do século XII na capela de Santa Radegunda em Chinon

Ao chegar a Niceia (atual İznik, na Turquia), em novembro, o exército de Luís VII de França recebeu os sobreviventes do grupo de Conrado III da Germânia. Seguindo o percurso de Otão de Frisinga, aproximaram-se da costa mediterrânica e chegaram a Éfeso em dezembro, onde foram avisados de um ataque iminente dos turcos. Chegou também uma missão diplomática de Manuel I Comneno, com reclamações pelas pilhagens que os cruzados tinham feito por partes da Anatólia em poder do império. Por outro lado, os enviados do imperador não ofereceram garantias de que os bizantinos iriam auxiliar os cruzados contra os turcos.
Entretanto, Conrado III da Germânia adoeceu e voltou a Constantinopla, recebendo os cuidados pessoais de Manuel Comneno. Ignorando as informações sobre uma emboscada turca, e pouco depois de sair de Éfeso com os sobreviventes franceses e germânicos, Luís VII acabaria por vencer um destacamento inimigo.
Os franceses chegaram a Laodiceia no início de janeiro de 1148, e Luís VIII decidiu atravessar a região montanhosa da Frígia para acelerar a sua chegada às terras cruzadas do Antioquia. Ao subir as montanhas, os cruzados viram os corpos não sepultados da divisão de Otão de Frisinga.
Ao atravessar o monte Cadmus, o rei francês decidiu liderar a retaguarda, onde viajavam os peregrinos não combatentes e os comboios de provisões. Sem a lentidão da bagagem, a vanguarda sob o comando de Amadeu III de Saboia (tio de Luís VII) e Godofredo de Rancon (vassalo de Leonor da Aquitânia) chegou mais cedo ao cume do monte, onde tinham recebido ordens para montar acampamento para a noite. No entanto, Godofredo e Amadeu decidiram continuar a marcha até a um planalto próximo do cume, que tinha melhores condições para montar campo; era uma desobediência, alegadamente comum neste exército devida à fraca liderança do monarca.

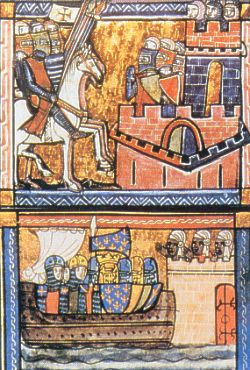
Iluminura medieval da cruzada de Luís VII de França

A meio da tarde, a retaguarda da coluna atrasou-se e o exército ficou dividido. Ocupando o cume do monte, os turcos que seguiam os cruzados decidiram então atacar o contingente atrasado. Tomados de surpresa e sem possibilidade de fuga, os cruzados sofreram pesadas perdas, mortos pelo inimigo ou caindo pelo desfiladeiro.
Mesmo o próprio rei Luís VII apenas escapou por ter sido salvo pela corajosa e experiente presença de Évrard des Barrès, grão-mestre da Ordem do Templo e que, a partir daí, lhe foi entregue o comando e o usou com toda a dureza necessária para o seu êxito.
Segundo o cronista Odo de Deuil, Luís VII tinha-se recusado a usar as vestimentas de rei, usando uma simples túnica de soldado. Ao contrário da sua escolta, que foi trucidada, conseguiu subir a um rochedo e foi ignorado pelos inimigos, que não o reconheceram. Os restantes cruzados só tiveram descanso ao cair da noite.
Guilherme de Tiro culpou a derrota no volume e na lentidão do comboio de bagagem, composto em grande parte pelos pertences das mulheres. O rei culpou Godofredo de Rancon, que tomara a decisão de continuar, e uma vez que este era vassalo de Leonor da Aquitânia, muitos cruzados acreditaram que tinha sido a rainha a responsável. Ambas as interpretações, e o facto de os aquitanos não terem participado da batalha por estarem na vanguarda, serviram para impopularizar a duquesa.
Quando os turcos deixaram de atacar, os cruzados continuaram a marcha em direcção a Antália. Com o exército continuamente acossado a curta distância pelos inimigos, que procederam a uma táctica de terra queimada para impedir o seu provisionamento, Luís VII decidiu abandonar a rota terrestre e viajar de Antália para Antioquia por mar.
Após um mês de espera devido às tempestades que se faziam sentir, a maioria dos navios prometidos não chegaram. O rei embarcou com parte das suas forças, deixando o resto do exército em terra (sobretudo os plebeus sem cavalos), e na marcha destes até Antioquia a maioria morreria às mãos dos turcos ou por doença.

## No Levante
Luís VII chegou a Antioquia a 19 de março mas sem Amadeu III de Saboia, que morrera em Chipre durante a viagem. O príncipe de Antioquia desde 1136 era Raimundo de Poitiers, tio de Leonor da Aquitânia, e esperava que esta relação familiar com a rainha de França e duquesa da poderosa Aquitânia ajudasse a influenciar o rei francês a seu favor.

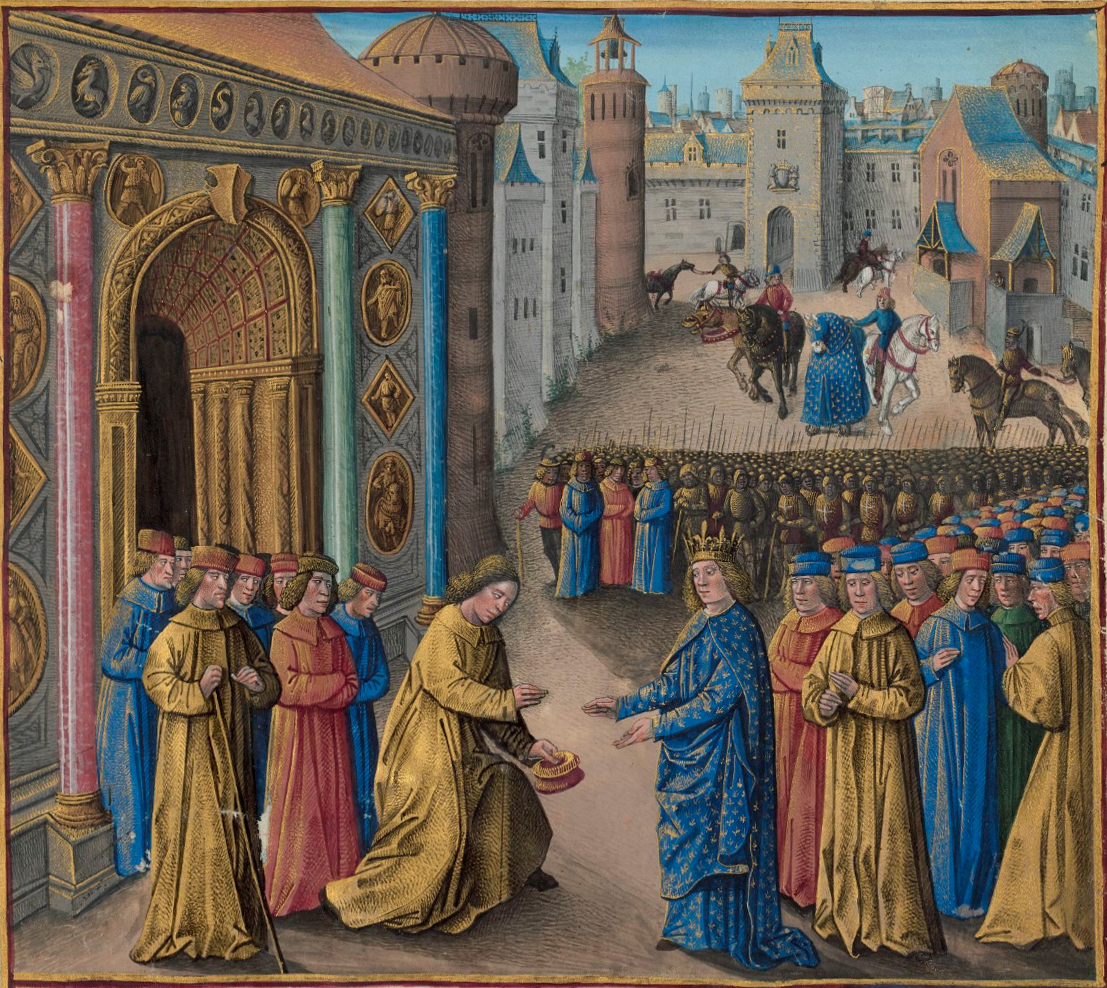
Raimundo de Poitiers recebe Luís VII de França em Antioquia

Raimundo pretendia que os cruzados o ajudassem a defender Antioquia contra os turcos, e que o acompanhassem em uma expedição contra Alepo. Esta cidade-estado muçulmana em poder de Noradine era estrategicamente importante para a reconquista de Edessa, o objectivo da cruzada por bula pontifícia.
No entanto, Luís VII recusou, mais interessado em concluir a sua peregrinação a Jerusalém do que no aspecto militar da cruzada. Outra explicação pode estar no facto de o rei não ver com bons olhos o aumento de terras e poder da já poderosa família da sua esposa.
Rei e rainha tiveram uma grave disputa. Raimundo de Antioquia terá chegado a sugerir à sua sobrinha que se divorciasse se Luís se recusasse a ajudar a cumprir o objectivo militar da cruzada. Luís VII acabaria por acusar a sua esposa de incesto com o tio, e partiu rapidamente para o Condado de Trípoli com Leonor sua prisioneira.
Entretanto, Otão de Frisinga e os sobreviventes do seu exército que continuaram a travessia da Anatólia por terra chegaram a Jerusalém no início de abril. Conrado III da Germânia chegou a São João de Acre pouco depois e o patriarca latino de Jerusalém enviou um convite a Luís VII para se lhes juntar. Entretanto chegava ao Levante a frota que ajudou na reconquista de Lisboa e os provençais, que tinham vindo por via marítima desde a Europa sob o comando de Afonso-Jordão de Toulouse.

## Concílio de Acre
A Segunda Cruzada chegara ao Levante em um período de grande instabilidade para os estados cruzados. O Condado de Trípoli tinha sido alvo de disputa entre dois pretendentes, e quando Afonso-Jordão morreu em Cesareia Marítima, antes de chegar a Jerusalém, supostamente envenenado, as suspeitas recaíram em Leonor da Aquitânia (devido à inimizade entre os duques da Aquitânia e os condes de Tolosa) ou Raimundo II de Trípoli, sobrinho do tolosano que temia que este pretendesse tomar o condado.

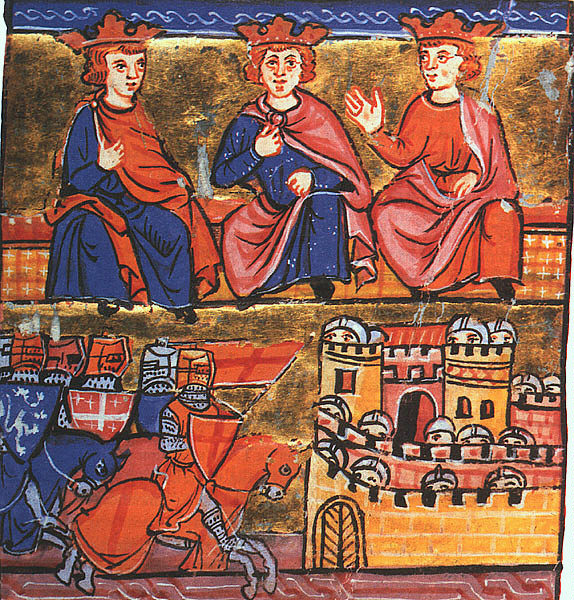
Iluminura do concílio da Segunda Cruzada com Conrado III da Germânia, Luís VII de França e Balduíno III de Jerusalém, e em baixo o ataque a Damasco

O Reino de Jerusalém tinha sofrido instabilidade pelas discórdias entre o rei Fulque e a rainha Melisende. Depois da morte de Fulque, Melisende (a herdeira do trono por parte do seu pai Balduíno II) assumiu o governo sozinha durante a menoridade do seu filho Balduíno III.
Com uma mulher e uma criança como soberanos legais de Jerusalém, a situação política tornou-se tensa: os estados cruzados a norte foram procurando afirmar a sua independência e não havia um rei para liderar um exército que lhes impusesse a suserania de Jerusalém, tal como Balduíno II e Fulque tinham feito. Em 1148, Balduíno III já tinha chegado à maioridade e desejava mais autoridade no governo reino, enfrentando alguma resistência da mãe.
A 24 de junho de 1148 reuniu-se um concílio nos arredores de Acre para decidir o curso da cruzada. Estavam presentes os soberanos da França, Germânia e Jerusalém, mas não os do Condado de Trípoli, do Principado de Antioquia e do Condado de Edessa. Edessa estava firmemente na posse de Noradine e a reconquista da cidade parecia um objectivo irreal, pelo que se discutia uma campanha contra Alepo, Ascalão ou Damasco.
O objectivo de Alepo recebia a oposição de Luís VII de França devido ao desentendimento com Raimundo de Poitiers; Ascalão não era uma prioridade para Balduíno III de Jerusalém, uma vez que este território passaria para o Condado de Jafa e Ascalão do seu irmão Amalrico, que apoiava a mãe na disputa contra Balduíno.
Damasco era cobiçada por Noradine, e a sua conquista ajudaria a limitar o poder deste emir. Por outro lado, esta era uma cidade importante na história do cristianismo, o que agradava aos cruzados ocidentais, ao rei de Jerusalém e aos templários. Mas apesar de no momento estar alinhada com Noradine como consequência de uma tentativa de conquista por Balduíno III, esta cidade por vezes aliara-se aos estados cristãos quando surgia um poderoso senhor muçulmano, como Zengui, que poderia ameaçar a sua independência, ajudando assim a manter o equilíbrio geopolítico na região.
Este objectivo recebeu a oposição de Melisende de Jerusalém, de alguns nobres nativos dos estados cruzados e de Leonor da Aquitânia, que por este motivo foi mais uma vez aprisionada pelo seu marido. Mas em Julho os cristãos reuniram-se em um exército de talvez 50 000 homens em Tiberíades para atacar Damasco.

## Cerco de Damasco

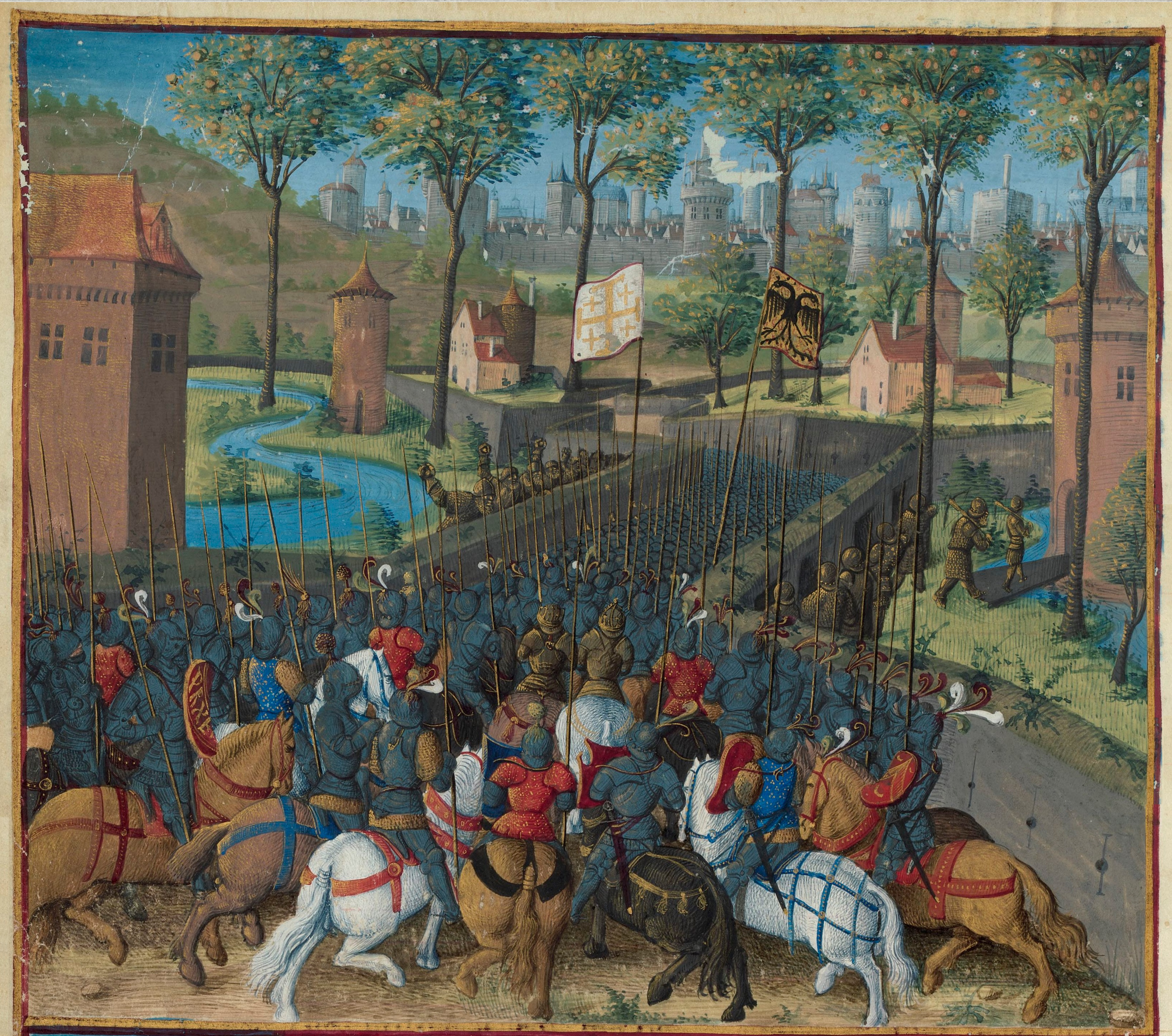
O cerco a Damasco na Segunda Cruzada

Os cruzados decidiram atacar Damasco a partir do oeste, onde havia pomares que forneceriam alimentos e água. Chegaram a Daraya a 23 de Julho com o exército de Jerusalém na vanguarda, seguido pelos franceses e depois os germânicos na retaguarda.
No dia 24 os muçulmanos, defendidos por torres e muralhas, atacaram constantemente os cruzados com flechas e lanças por entre os caminhos estreitos dos pomares. Depois de um ataque de Conrado III da Germânia, os latinos perseguiram os inimigos até ao rio Abana e forçaram-nos a entrar na cidade, que foi imediatamente posta a cerco. Os habitantes de Damasco barricaram as ruas principais da cidade, preparando-se para um ataque iminente, mas também mesmo tempo conseguiram forçar os cristãos a recuar de volta para os pomares, onde estavam sujeitos a emboscadas e ataques de guerrilha.
Segundo Guilherme de Tiro, a 27 de julho os cruzados decidiram passar para a planície a leste da cidade, menos fortificada mas também com pouco acesso ao reabastecimento de comida e água. Segundo alguns relatos, o governador damasceno teria subornado alguns líderes cristãos para passarem para uma posição menos defensável, simultaneamente com a promessa de desfazer a aliança com Noradine se estes levantassem o cerco.
Entretanto, o governador de Damasco tinha pedido ajuda aos irmãos Ceifadim Gazi I de Moçul e Noradine de Alepo, filhos do conquistador de Edessa. Entretanto, ambos os campos sofriam com intrigas entre facções. Os damascenos, com razão, temiam que qualquer dos filhos de Zengui tentassem tomar a cidade assim que se afastasse a ameaça cristã. Os cruzados discutiam sobre qual o nobre que ficaria na posse da cidade depois de conquistada.
Com a chegada do exército de Noradine, os cristãos ficavam mais vulneráveis e não conseguiam voltar a uma posição mais fortificada, pelo que os nobres nativos dos estados cruzados se recusaram a continuar o cerco. Deste modo os três reis retiraram então para Jerusalém a 28 de julho, acossados por arqueiros seljúcidas.

## Consequências
O fracasso em Damasco intensificou a discórdia entre os diferentes contingentes cruzados, que se sentiam traídos uns pelos outros. Conrado III chegou a posicionar-se para tomar Ascalão mas os outros dois reis não enviaram os seus exércitos, pelo que o germânico abandonou a região e voltou a Constantinopla para reforçar uma aliança com Manuel I Comneno. Luís VII de França permaneceu em Jerusalém até 1149.
A Segunda Cruzada teria consequências desastrosas a longo prazo para os estados cruzados. Damasco submeter-se-a à soberania de Noradine em 1154. Balduíno III de Jerusalém conquistou Ascalão em 1153, agravando o conflito com o Califado Fatímida do Egito, e os cruzados chegaram a ocupar Cairo na década de 1160, mas por pouco tempo.
Após os fracassos desta cruzada, chegariam poucos reforços da Europa - a travessia da Anatólia ficaria vedada pelos turcos e a única rota disponível tornou-se a marítima, a bordo de navios das cidades-estado da Itália. As relações com o Império Bizantino continuaram tensas, marcadas por frequentes alianças, mas também pela tentativa de domínio bizantino sobre os estados cruzados.
Em 1171, Saladino foi proclamado sultão do Egito e unificaria este território à Síria, cercando completamente os territórios cruzados. Depois da morte de Manuel I Comneno em 1180 o Império Bizantino perdeu muito do seu domínio na região, e Saladino conquistou Jerusalém e a maioria dos territórios cruzados em 1187, provocando a proclamação da Terceira Cruzada.
Reinaldo de Châtillon foi um dos europeus que veio na Segunda Cruzada. Tornou-se príncipe de Antioquia por casamento depois da morte de Raimundo de Poitiers, e após algumas décadas como prisioneiro dos muçulmanos voltaria ao Reino de Jerusalém. Seria em larga medida pela sua imprudência, que teria provocado desnecessariamente os estados muçulmanos ao redor do Ultramar, incitando-os à jihad e a criarem uma frente comum, que toda a presença ocidental no Levante seria erradicada.
Na Europa, Bernardo de Claraval considerou ser seu dever enviar um pedido de desculpas ao papa, apontando os pecados dos cruzados como a causa do falhanço. Tentaria ainda proclamar uma nova cruzada. Não conseguindo, tentou desassociar a sua imagem da Segunda Cruzada, e morreria em 1153.
A cruzada contra os eslavos serviu para enfraquecer as tribos pagãs, mas seguiu-se um período de vários conflitos na região, também entre os diversos poderes cristãos. A única vitória cristã da Segunda Cruzada foi assim a participação dos cruzados na Reconquista da Península Ibérica, e em particular no cerco de Lisboa de 1147.

### Testemunhos medievais
De entre as crónicas, histórias e testemunhos contemporâneos da Segunda Cruzada, podem destacar-se:
| Histórias dos cruzados: - De expugnatione Lyxbonensi (A conquista de Lisboa), Osberno (em latim) - «Da carta do cruzado sobre a conquista de Lisboa em O Portal da História» - Osbernus (1936). De expugnatione Lyxbonensi. The Conquest of Lisbon (em inglês) Charles Wendell David ed. [S.l.]: Columbia University Press - Excertos (em inglês) - De profectione Ludovici VII in orientem (A expedição de Luís VII no oriente), Odo de Deuil (em latim) - De profectione Ludovici VII in orientem (em inglês) Virginia Gingerick Berry ed. [S.l.]: Columbia University Press. 1948 - Gesta Friderici I Imperatoris (Os feitos do Imperador Frederico I), Otão de Freising (em latim) - Gesta Friderici I Imperatoris. The Deeds of Frederick Barbarossa (em inglês) Charles Christopher Mierow ed. [S.l.]: Columbia University Press. 1953 | Perspectiva islâmica: - Dhail ou Mudhayyal Ta'rikh Dimashq (Continuação das Crónicas de Damasco), ibne Alcalanici (em árabe) - The Damascus Chronicle of the Crusaders, extracted and translated from the Chronicle of Ibn al-Qalanisi (em inglês) H. A. R. Gibb ed. Londres: [s.n.] 1932 Perspectiva bizantina: - Historia, Nicetas Coniates - O City of Byzantium, Annals of Niketas Choniatēs (em inglês) Harry J. Magoulias ed. [S.l.]: Wayne State University Press. 1984 - «Trechos» (em inglês) - Os feitos de João e Manuel Comneno, João Cinamo - Deeds of John and Manuel Comnenus (em inglês) Charles M. Brand ed. [S.l.]: Columbia University Press. 1976 Colectâneas: - «A Segunda Cruzada e consequências, Internet Medieval Sourcebook» (em inglês) - Quantum praedecessores, Patrologia Latina[ligação inativa] (em latim) |